# Ciulpin
Ciulpin (biał. Цюльпін; ros. Тюльпин, Tiulpin) – wieś na Białorusi, w obwodzie witebskim, w rejonie orszańskim, w sielsowiecie Smolany.